# (4823) Libenice
(4823) Libenice (1986 TO3) – planetoida z pasa głównego asteroid okrążająca Słońce w ciągu 3,17 lat w średniej odległości 2,16 j.a. Odkryta 4 października 1986 roku.